# Bipra Noapara
Bipra Noapara è una suddivisione dell'India, classificata come census town, di 8.996 abitanti, situata nel distretto di Howrah, nello stato federato del Bengala Occidentale. In base al numero di abitanti la città rientra nella classe V (da 5.000 a 9.999 persone).

## Geografia fisica
La città è situata a 22° 36' 16 N e 88° 13' 19 E.

## Società

### Evoluzione demografica
Al censimento del 2001 la popolazione di Bipra Noapara assommava a 8.996 persone, delle quali 4.814 maschi e 4.182 femmine. I bambini di età inferiore o uguale ai sei anni assommavano a 985, dei quali 485 maschi e 500 femmine. Infine, coloro che erano in grado di saper almeno leggere e scrivere erano 6.010, dei quali 3.573 maschi e 2.437 femmine.